# Hapalochlaena maculosa
Hapalochlaena maculosa is een van de vier soorten blauwgeringde octopussen voor het eerst omschreven door Hoyle in 1883. 

## Kenmerken
Volwassen dieren zijn met de armen gestrekt 20 centimeter groot en wegen 26 gram.

## Leefwijze
Deze dieren hebben speekselklieren, die een sterk gif produceren, dat een prooidier kan doden, zelfs zonder het slachtoffer aan te raken.

## Verspreiding en leefgebied
Deze soort komt voor aan de rotskusten van Zuid-Australië. 